# The Cure (альбом)
The Cure (с англ. — «Лечение») — двенадцатый студийный альбом британской альтернативной рок-группы The Cure, выпущенный 29 июня 2004 года на лейбле Geffen Records. Продюсированием альбома занимался известный американский продюсер Росс Робинсон (Korn, Limp Bizkit, Slipknot). The Cure стала первой записью, которая была выпущена на лейбле I Am, принадлежавшем Робинсону, с которым группа подписала контракт на выпуск трёх альбомов. Для поддержки пластинки The Cure участвовали в нескольких фестивалях в США и Европе весной 2004 года. Первоначальный тираж включал в себя бонусный DVD с документальным фильмом под названием Making 'The Cure' о создании трёх песен с альбома.
The Cure дебютировал под номером 7 в Billboard 200 с продажами 91 тыс. копий за первую неделю, а также под номером 8 в Великобритании. Также альбом дебютировал в первой десятке по обеим сторонам Атлантики в июле 2004 года. Пластинка приобрела серебряный статус в Британии.

## История создания

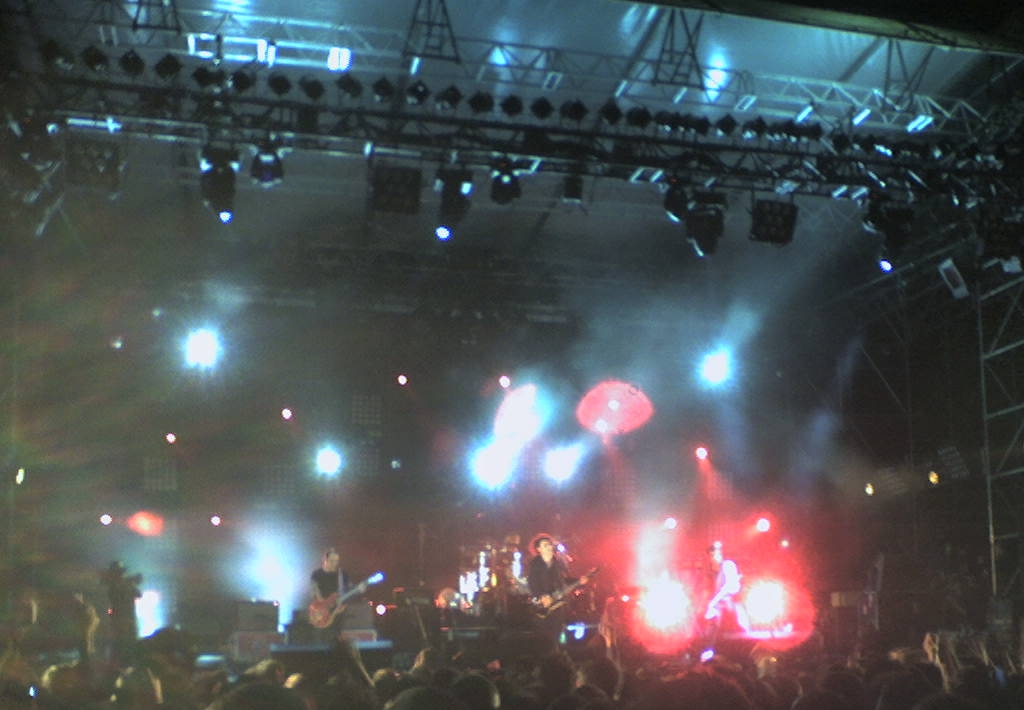
Выступление The Cure на фестивале La Route du Rock в Сен-Мало, Франция (2005 год)

Сопродюсером при создании The Cure выступил продюсер Росс Робинсон, который до этого работал с такими ню-метал-группами, как Korn, Limp Bizkit и Slipknot. Это объясняет, почему композиции на альбоме звучат несколько «тяжелее», чем на предыдущих работах группы, гитары громче, а клавишные практически отсутствуют. Однако Роберт Смит описал пластинку как «тяжелую в стиле Cure», а не «тяжелую в стиле ню-метал».
Согласно надписи на обложке диска, весь альбом был записан в студии вживую.
По словам Смита, официальный список композиций включает в себя закрывающий трек «Going Nowhere», который исключён из североамериканского релиза. Демоверсии трёх песен, записанных в ходе студийных сессий альбома: «A Boy I Never Knew», «Please Come Home» и «Strum» были упущены в сеть в виде mp3-файлов. «A Boy I Never Knew», «The End of the World», «Us or Them» и «alt.end» были отыграна вживую на нескольких концертах во время 4Tour в 2008 году.

## Отзывы критиков
Сайт Metacritic показывает, что The Cure имеет 75 позитивных мнений из разных источников. 
Альбом отмечен как «хороший» такими изданиями, как The Guardian, New Musical Express, Kerrang!, Playlouder, Rolling Stone, Stylus Magazine, Tiny Mix Tapes Pitchfork Media, E! Online, Entertainment Weekly и Los Angeles Times.
Альбом отмечен как «неплохой» такими изданиями как Allmusic and Blender.

## Список композиций
Все тексты написаны Робертом Смитом, вся музыка написана группой The Cure.
| №                   | Название                                                                                          | Длительность |
| ------------------- | ------------------------------------------------------------------------------------------------- | ------------ |
| 1.                  | «Lost»                                                                                            | 4:07         |
| 2.                  | «Labyrinth»                                                                                       | 5:14         |
| 3.                  | «Before Three»                                                                                    | 4:40         |
| 4.                  | «Truth, Goodness and Beauty» (не включён в североамериканское, бразильское и европейское издания) | 4:20         |
| 5.                  | «The End of the World»                                                                            | 3:44         |
| 6.                  | «Anniversary»                                                                                     | 4:22         |
| 7.                  | «Us or Them»                                                                                      | 4:09         |
| 8.                  | «Fake» (не включён в CD-версию, кроме японского издания)                                          | 4:43         |
| 9.                  | «alt.end»                                                                                         | 4:30         |
| 10.                 | «(I Don't Know What's Going) On»                                                                  | 2:57         |
| 11.                 | «Taking Off»                                                                                      | 3:19         |
| 12.                 | «Never»                                                                                           | 4:04         |
| 13.                 | «The Promise»                                                                                     | 10:21        |
| 14.                 | «Going Nowhere» (не включён в североамериканское издание)                                         | 3:28         |
| 15.                 | «This Morning» (не включён в CD-версию)                                                           | 7:15         |
| Общая длительность: | Общая длительность:                                                                               | 71:13        |

Бонусный DVD
1. «Back On» (инструментальная версия песни «Lost»)
2. «The Broken Promise» (инструментальная версия песни «The Promise»)
3. «Someone’s Coming» (альтернативная версия песни «Truth, Goodness and Beauty»)

## Участники группы
- Роберт Смит — гитара, клавишные, вокал
- Перри Бэмоунт — гитара
- Джейсон Купер — ударные, перкуссия
- Саймон Гэллап — бас-гитара
- Роджер О’Доннелл — клавишные

## Чарты
The Cure дебютировал на 7 строчке в США с продажами 91 тыс. копий в первую неделю после выпуска и на 8 строчке в Великобритании. Общемировые продажи составляют около двух миллионов копий. По данным Nielsen SoundScan, к январю 2007 года продажи в Америке составили 326 тыс. копий.
Альбом
| Год  | Чарт                | Позиция |
| ---- | ------------------- | ------- |
| 2004 | Billboard 200       | 7       |
| 2004 | Top Internet Albums | 7       |
| 2004 | UK Singles Chart    | 8       |

Синглы
| Год  | Название               | Чарт               | Позиция |
| ---- | ---------------------- | ------------------ | ------- |
| 2004 | «The End Of The World» | Modern Rock Tracks | 19      |
| 2004 | «The End Of The World» | UK Singles Chart   | 25      |
| 2004 | «Taking Off»           | UK Singles Chart   | 39      |